# Simone Pacot
Pour les articles homonymes, voir Pacot.
Simone Pacot, née le 14 novembre 1924 à Casablanca et morte le 28 avril 2017 à Paris,, est une ancienne avocate à la cour d'appel de Paris, engagée dans le combat contre le racisme et dans les relations entre musulmans, juifs et chrétiens, qui s’est lancée, une fois retraitée, dans la mise en place d’un parcours de guérison intérieure.

## Biographie
En 1961, alors militante de l'Action civique non-violente et secrétaire de son journal, elle est condamnée à une peine de six mois de prison avec sursis pour « provocation de militaires à la désobéissance ».
Elle est cofondatrice avec une équipe œcuménique de l'association « Bethasda » qui organise depuis plusieurs années des sessions intitulées « Évangélisation des profondeurs »  dans différentes villes de France, en Suisse, en Belgique et au Canada.
Elle a également fait partie d'une équipe de juristes bénévoles au sein du groupe d'information et de soutien des immigrés, une association à but non lucratif de défense et d'aide juridique des étrangers en France.

## Approche spirituelle
Simone Pacot identifie cinq paroles de Dieu qui sont, selon elle "lois de vies"   : Il faut renoncer à la connivence avec la mort (« Choisis la vie », Dt 30,19), il faut accepter sa condition humaine (« interdiction de manger de l’arbre de la connaissance du bien et du mal », Gn 2, 16), il faut rechercher l'unité de son être (« tu aimeras le Seigneur ton Dieu de tout ton cœur, de toute ton âme, de toute ta force, de tout ton esprit », Dt 6, 5), il faut déployer son identité propre (« va vers toi », Gn 12, 1), et il faut accueillir sa fécondité (« soyez féconds », Gn 1, 28).

## Parcours «Bethasda»
Le nom du parcours, « Bethasda », est tiré du nom de la piscine de Bethesda, où Jésus guérit un paralysé (Jn 5, 1-18). Il articule foi chrétienne et approche psychologique et s’appuie sur les propres expériences de Simone Pacot.
Simone Pacot forma divers laïcs, prêtres catholiques et pasteurs protestants à sa pédagogie et coanima avec eux les sessions « Bethasda ». Lors de celles-ci, on repérait la transgression de ces cinq lois qui conduisent vers des chemins de mort, en travaillant successivement sur l’événement blessant (que m’est-il arrivé ?), la racine de la fausse route (comment ai-je réagi ?), la Parole de Dieu (que me dit-elle ?), la repentance issue de cette Parole (à quel mouvement intérieur m’amène-t-elle ?) et la conversion (quel pas puis-je poser ?).

## Ouvrages
Elle a écrit une trilogie, publiée aux éditions du Cerf, sur le thème de l'évangélisation des profondeurs :
- L’Évangélisation des profondeurs, 1997
- Reviens à la vie !, 2002[8],[9]
- Ose la vie nouvelle! 2003
- Ouvrir la porte à l'Esprit, 2007

Elle a coécrit :
- Itinéraires : Des chrétiens témoignent (2000) en collaboration avec Jean Boissonnat, Jacques Poujol et Frédéric de Coninck, éd. Empreinte Temps Présent